# Perle Allahs
Die  Perle Allahs, auch Lao-tse-Perle, ist die zweitgrößte bekannte Perle der Welt.

## Beschreibung und Entdeckungsgeschichte
Sie wurde am 7. Mai 1934 von einem Taucher vor der Insel Palawan auf den Philippinen in Korallenriffen gefunden und stammt aus einer Riesenmuschel aus der Familie der Tridacnidae. Sie wiegt 6,37 Kilogramm, ist 23,8 Zentimeter lang und hat einen Wert von etwa 40.000.000 US-Dollar. Eigentümer war zunächst ein muslimischer Fürst, der sie April 1936 dem US-Forscher Wilburn Dowell Cobb zum Geschenk machte, der den Fürstensohn von einer schweren Malaria geheilt hatte. Mit Cobb kam die Perle nach New York City und wurde dort im Ripley-Museum im Dezember 1939 präsentiert.
Die Perle Allahs war in Gesellschaft einer zweiten am Perlmutt angewachsenen Button-Perle, die den Namen Perle des Elias erhielt.
Zweiundachtzig Jahre lang galt sie als größte bekannte Perle der Welt, bis 2016 die 34 Kilogramm schwere Perle von Puerto (auch bekannt als „Perle von Puerto Princesa“) in die Öffentlichkeit gelangte, die mehr als 10 Jahre zuvor von einem philippinischen Fischer gefunden und solange unter seinem Bett verstaut war.